# 魔钟
《魔钟》是一款由Lenar制作、Irem发行的动作角色扮演游戏。 本游戏于1986年12月15日在日本地区FC游戏机发行。
本游戏后以“Deadly Towers”为题在北美地区发行。
在Myer王子加冕仪式前夕，他正坐在月光之下的湖边，思考王国未来。突然一个称为Khan的倒影神明出现，并凝聚成一个类似人类的样子。尽管他没有表明身份，但是他通知王子“黑暗恶魔”Rubas正准备接管Willner王国。他通过魔法绳索召唤出怪物军团。为了维护和平，王子必须前往北部的高山，并圣火将魔法绳索给焚毁。
本游戏在1987年北美地区发行时，获得最佳游戏的称号。